# Molí del Mas de Moixó
El Molí del Mas de Moixó és una obra de la Selva del Camp (Baix Camp) protegida com a Bé Cultural d'Interès Local.

## Descripció
Molí de blat parcialment en ruïnes.
Dipòsit d'aigua i canalització a la part alta. Obra de paredat i cairons. En la part inferior s'obren, amb arcs rebaixats de cairons, dos boques de túnel, amb canalets per a la conducció de l'aigua, i un forat circular per a l'eix. A la masia es conserva, feta servir de taula, una antiga mola.
La masia a la qual pertany el molí, el mas de Moixó, ha estat darrerament reformada. S'ha arrebossat la façana respectant solament una part de la portada de pedra, amb un arc nou de mig punt, dovellat. Típica masia que consta de planta baixa, planta noble i pis alt amb golfes.

## Història
La Selva tenia diversos molins, públics i particulars. Tots ells aprofitaven l'aigua de la vila que, de la Font Major i altres fonts del mas de Ripoll, era conduïda a la població. El primer molí que es movia aprofitant aquella aigua era el del mas de Moixó, ja documentat en una relació al 1215 entre els més esmentats. A la riera n'hi havia tres molins més.